# Adela Marion Adam
Adela Marion Adam (* als Adela Marion Kensington am 10. Juni 1866 in London; † 12. August 1944 in Cambridge) war eine britische Altphilologin.

## Werdegang und Bedeutung
Adela Marion Kensington war Tochter des Rechtsanwaltes Arthur Kensington und seiner Frau, Rebecca le Geyt Kensington. Sie war das jüngste von zehn Geschwistern. Sie bezog zunächst von 1882 bis 1885 das Bedford College in London und danach von 1885 bis 1889 das Girton College in Cambridge. In beiden Teilen des Classical Tripos erhielt sie Spitzenbewertungen (first class), allerdings wurden Frauen zu der Zeit noch keine formellen Abschlüsse zuerkannt. Im zweiten Teil des Tripos, bei dem sie sich auf die antike Philosophie spezialisiert hatte, erhielt sie als erste Girton-Studentin eine besondere Auszeichnung (special distinction). Neben Ella Edghill, Marie Williams und Dorothy Tarrant gehörte sie zu den ersten Frauen, die sich in dieser Richtung spezialisieren konnten. Den größten akademischen Einfluss übte Henry Jackson auf sie aus. Neben Latein und Altgriechisch beherrschte sie auch Deutsch, Französisch und Italienisch.
1890 heiratete Kensington ihren vormaligen Mitstudenten und Lehrer James Adam in London. Die Hochzeitsreise führte das Paar nach Griechenland. Adam war ebenfalls Altphilologe und ein starker Befürworter des Frauenstudiums. Beide arbeiteten bis zu seinem frühen Tod 1907 eng zusammen; sie gaben unter anderem Platons Dialog Protagoras heraus. Ab 1900 lebte die Familie in einem Haus, das dem Newnham College gehörte. Beide bekamen drei Kinder, zwei Söhne und eine Tochter, für deren Erziehung nach dem Tod ihres Mannes Adela Adam die Verantwortung trug. Die Tochter Barbara wurde eine bedeutende Soziologin und Kriminologin. Beide Söhne dienten im Ersten Weltkrieg. Arthur Innes Adam (* 1894), ein vielversprechender Altphilologe wie seine Eltern, fiel 1917 in Frankreich, Neil Kensington Adam (1891–1973) wurde ein bedeutender Chemiker. Sowohl Barbara als auch Neil äußerten sich später positiv über ihre behütete Kindheit und über das Familienleben, das einen starken Fokus auf die Altertumswissenschaften legte. Alle drei Kinder lernten früh Latein und Altgriechisch von ihrer Mutter. Zwischen 1890 und 1920 lehrte sie sowohl am Girton College als auch am Newnham College. Nach dem Tod ihres Mannes begann sie auch wieder zweimal in der Woche am Londoner Bedford College zu lehren. Während des Ersten Weltkriegs lehrte sie zudem an der Universität. Von 1920 bis 1923 war sie Research Fellow in Girton. Ab 1912 war sie Schatzmeisterin des Frances Buss Fund, der ärmere Studentinnen unterstütze. 1932 beendete sie ihre Lehrtätigkeit. In ihren letzten Lebensjahren unternahm Adam mehrere große Reisen, darunter nach Russland, in den Nahen Osten und den Amazonas entlang.
Adams wichtigster wissenschaftlicher Beitrag war ein Aufsatz, in dem sie den Vorstellungen des bei Alfred Edward Taylor und John Burnet entworfenen Bildes eines weitergehenden Einflusses des Sokrates auf seinen Schüler Platon nachging, als es für die frühen Dialoge angenommen wird (Platonic Socrates). In ihren übrigen Arbeiten widmete sie sich vor allem der Pflege des Andenkens an ihren Mann und ihren Sohn. Als stilistisch sehr sichere Autorin konnte sie in diesen Werken beiden berührende Denkmale setzen. Die Biografie ihres Sohnes stellte sie auf der Grundlage seiner Briefe zusammen und gab gleichzeitig ein farbenfrohes Lebensbild des Balliol Colleges dieser Zeit. Die Lebensumstände hinderten Adam darüber hinaus, die Beiträge zur Philosophieforschung beizutragen, zu denen sie eigentlich befähigt gewesen wäre. Den größeren Einfluss als ihre Publikationen hatte ihre Lehrtätigkeit.
Adam war eine engagierte Suffragette. Ihre Tochter berichtete, dass in ihrem Haus oft Versammlungen zum Thema Frauenwahlrecht stattfanden. Die militanten Suffragetten lehnte die grundsätzlich eher konservative Adam ab, was ihre Tochter in ihren Erinnerungen weniger schmeichelhaft für ihre Mutter darstellte. Sie war Mitglied des Komitees der Cambridger Abteilung der National Union of Women's Suffrage Societies. 1917 war sie die Erstunterzeichnerin eines Briefes an die lokale Presse, in dem sie ihre Enttäuschung darüber zum Ausdruck brachte, dass das lokale Wahlreformkomitee sich weiterhin gegen die Einführung des Frauenwahlrechts aussprach.

## Publikationen
- mit James Adam: Platonis Protagoras. Cambridge University Press, Cambridge 1893, Digitalisat, Neuauflage 1964.
- Herausgeberin: James Adam: The Religious Teachers of Greece. T. & T. Clark, Edinburgh 1908, Digitalisat.
- mit Robert Hatch Kennett und Henry Gwatkin: Early Ideals of Righteousness. T. & T. Clark, Edinburgh 1910, Digitalisat.
- Herausgeberin: James Adam: The Vitality of Platonism, and Other Essays. Cambridge University Press, Cambridge 1911, Digitalisat.
- Plato. Moral & Political Ideals. Cambridge University Press, Cambridge 1913.
- Herausgeberin: The Apology of Socrates. Cambridge University Press, Cambridge 1914.
- The Mysticism of Greece. In: The Expository Times 27, 1916, Seiten 460–463.
- The Mysticism of Rome. In: The Expository Times 27, 1916, Seiten 491–492.
- Socrates: „Qvantvm Mvtatvs Ab Illo“. In: The Classical Quarterly 12, 1918, Seiten 121–139.
- Arthur Innes Adam (1894–1916). A record founded on his letters. Bowes & Bowes, Cambridge 1920.
- The Value of Plato’s Laws Today. In: Philosophical Review 31, 1922, Seite 420.